# Finders Keepers
Finders Keepers («Искатели сокровища») — первая серия двенадцатого сезона мультсериала «Гриффины». Премьерный показ состоялся 29 сентября 2013 года на канале FOX.

## Сюжет
Питер возвращается домой с отвратительным запахом изо рта. Вся семья сходит с ума от запаха Питера. Лоис отводит Питера к дантисту, выясняется, что у Питера во рту была креветка, из-за которой и был такой ужасный запах изо рта. Вся семья решает отправиться в местный ресторан и отпраздновать поход Питера к врачу. Стьюи рисует на подставке для блюд, но официант говорит, что та карта, которая нарисована на подставке, на самом деле является настоящей картой сокровищ некоего Милли «Болтуна» Мушкета, который зарыл своё сокровище где-то на территории Куахога. Питер, поверив в эту историю, решает немедленно отправиться на поиски клада. Его не останавливает даже и то, что Лоис всячески пытается объяснить Питеру, что все это — всего лишь сказки.
Тем не менее, Питер приходит в «Пьяную Устрицу», пытаясь позвать с собой на поиски клада Гленна и Джо, однако те также считают Питера всего лишь сумасшедшим. Питер, не теряя надежды, решает сам откопать клад. Поздно вечером за ним приезжает Лоис, которая видит, что Питер очень много перерыл, но так ничего и не нашел. Уже почти отчаявшись, Питер с Лоис находят сундучок, в котором хранится подсказка:
```
«Встань в квадрат, смотри на круг,

И увидишь меня вдруг.»
```

Питер приносит подсказку домой. Брайан пытается понять, что означают слова в загадке. В это время по телевизору в новостях показывают репортаж, в котором Питер дал интервью корреспондентам, показав всем подсказку из сундука. Брайан злится на Питера за то, что теперь весь город будет охотиться на клад. В дом забегают Куагмир и Джо, которые хотят забрать карту, но Питер напоминает им про случай в баре и прогоняет обоих из дома. Брайан предполагает, что «круг в парке» может быть отсылкой к часовне Куахога. Придя в сквер, Гриффины видят, как весь Куахог собрался у часов. Брайан замечает, что люди также столпились у статуи самого Милли «Болтуна» Мушкета, на статуе Гриффины находят надпись о том, что данную статую Милли посвятил своему мертвому сыну Тимми. Мег вспоминает, что они изучали в школе Тимми Мушкета, он похоронен на острове Блок Айленд. Семья разделяется на три группы: Питер с Лоис, Мег с Крисом, Брайан со Стьюи — никто не хочет делиться сокровищем.
Весь Куахог так или иначе узнает о местонахождении Тимми, все отправляются туда. Прибыв на место последними, Питер с Лоис понимают, что никто сдаваться не хочет. В приступе злости Питер даже ударяет Криса. Лоис говорит Питеру, что он совсем сошел с ума, она уезжает с Мег и Крисом домой. Откопав могилу Тимми, на крышке гроба все находят следующую подсказку, на которой весьма непонятным почерком написаны слова. Питер поначалу растолковывает данные слова как ключ к действию на местном бейсбольном поле, однако, приехав туда, Питер понимает, что Лоис была права: все жители Куахога дерутся за право первыми откопать сокровище.
Опечалившись, Питер возвращается домой и извиняется перед семьей. Но когда Лоис узнает слова с крышки гроба Тимми, все понимают, что Питер неправильно истолковал слова, и что клад надо искать в баре «Пьяная Устрица». Немедленно прибежав туда, Лоис с Питером снимают картину со стены, на которой изображен сам Милли «Болтуна» Мушкет. Выясняется, что сокровищем является купон для похода в ресторан, срок действия которого закончился ещё в 2006 году. Приехав домой, Питер говорит, что для него сокровищем является Лоис.

## Рейтинги
- Рейтинг эпизода составил 2.6 среди возрастной группы 18—49 лет.
- Серию посмотрело порядка 5.23 миллиона человек.
- Серия стала второй по просматриваемости в ту ночь «Animation Domination» на FOX, победив по количеству просмотров новые серии «Американского Папаши!» и «Бургеры Боба», но проиграв «Симпсонам».[1]

## Критика
Специалисты из A.V. Club дали эпизоду оценку C, поясняя это так: «Ближе к концу „Искателей Сокровища“ вставки исчерпали сами себя. „Гриффины“ создали новый тип шуток, отсылок на которые нет.» Тем не менее, критики из A.V. Club похвалили серию за некоторые моменты, особенно за Питера, который делал проморекламу для автомобиля Suzuki Samurai. «К сожалению, не было потрясающих вставок для того, чтобы развеять довольно тусклый сюжет (…) вставки в „Гриффинах“ являются выбором наподобие „все или ничего“. Лучшими эпизодами становятся те, которые имеют сумасшедший, более или менее непрерывный сюжет, или серии, показывающие взаимоотношения персонажей (как правило, Брайана и Стьюи). Эпизод „Искатели Сокровища“ застрял где-то посредине, где он получает лишь худшее с обеих сторон.»

## Интересные факты
В серии имеется упоминание героя фильма «Назад в будущее» Марти МакФлая.